# Сапунков, Борис Петрович
Борис Петрович Сапунков (1917—1981) — майор Советской Армии, участник Великой Отечественной войны, Герой Советского Союза (1945).

## Биография
Борис Сапунков родился 3 января 1917 года в Самаре. После окончания семи классов школы проживал в Ташкенте, работал фрезеровщиком на заводе. В 1938 году Сапунков был призван на службу в Рабоче-крестьянскую Красную Армию. С начала Великой Отечественной войны — на её фронтах. В 1944 году Сапунков окончил Харьковское танковое училище.
К январю 1945 года лейтенант Борис Сапунков командовал танком «Т-34» 3-го танкового батальона 95-й танковой бригады 9-го танкового корпуса 33-й армии 1-го Белорусского фронта. Отличился во время освобождения Польши. 16 января 1945 года экипаж Сапункова, находясь в ночной разведке в районе посёлков Опочно и Шидловец, уничтожил около 10 танков и штурмовых орудий. Наступая вперёд, он переправился через Варту и прикрыл своим огнём переправу основных сил бригады.
Указом Президиума Верховного Совета СССР от 27 февраля 1945 года за «образцовое выполнение боевых заданий командования на фронте борьбы с немецкими захватчиками и проявленные при этом мужество и героизм» лейтенант Борис Сапунков был удостоен высокого звания Героя Советского Союза с вручением ордена Ленина и медали «Золотая Звезда» за номером 5160.
После окончания войны Сапунков продолжил службу в Советской Армии. В 1949 году он окончил курсы усовершенствования офицерского состава. В 1957 году в звании майора Сапунков был уволен в запас. Проживал и работал в городе Калуш Ивано-Франковской области Украинской ССР. Умер 14 августа 1981 года.
Был также награждён орденом Отечественной войны 2-й степени и двумя орденами Красной Звезды, рядом медалей.